# José Santos Salinas
José Santos Salinas (Olta, Provincia de La Rioja, 1870 - Buenos Aires, 1933) fue un docente y político argentino, que ejerció como Ministro de Justicia y Educación de la Nación Argentina, durante la presidencia de Hipólito Yrigoyen.

## Biografía
Originario de una familia de maestros, en su juventud también lo fue. Su hermano, Reyes Magos Salinas, llegó a ser inspector general de Escuelas de la Nación. Se recibió de profesor y ejerció como docente en la ciudad de Buenos Aires para costear sus estudios en la Universidad de Buenos Aires, donde se recibió de abogado. Durante sus estudios participó en la Revolución del Parque y en la Revolución de 1893.
Se estableció en la Provincia de Jujuy, donde ejerció la docencia, y fue uno de los primeros adherentes a la fundación de la Unión Cívica Radical en esa provincia.
Fue representante de la provincia de Jujuy en la convención nacional de la UCR, y en 1912 fue elegido diputado nacional por esa provincia, aunque no asumió el cargo. Años más tarde fue nombrado inspector general de Escuelas de su provincia de adopción.
Al asumir la presidencia el primer presidente radical, Hipólito Yrigoyen, llevó como Ministro de Justicia y Educación a José Salinas. Uno de sus principales colaboradores fue el doctor Ángel Gallardo, que ejerció como presidente del Consejo Nacional de Educación.
Durante su gestión se buscó mejorar las condiciones en que ejercían su tarea los maestros, incluyendo mejoras en sus salarios y mayor puntualidad en los pagos. También estableció la obligatoriedad del guardapolvo blanco para todos los estudiantes primarios. Fundó centenares de escuelas, y proveyó a éstas y a las ya existentes con tres mil cargos titulares. En 1918 propuso una Ley Orgánica de Educación Pública, que no fue aprobada por el Congreso.
Era ministro cuando los estudiantes de las universidades de Buenos Aires y Córdoba lanzaron la Reforma Universitaria, con el objetivo de lograr la modernización, la gratuidad, el cogobierno estudiantil y la autonomía universitaria. Salinas no simpatizó en un principio con el movimiento, pero el presidente Yrigoyen intervino la Universidad de Córdoba y nombró interventor de la misma al ministro Salinas. Este tardó varias semanas en asumir el cargo, período durante el cual los estudiantes ocuparon la casa de estudios. Cuando Salinas llegó finalmente a Córdoba, apoyó el movimiento y reformó el funcionamiento de la misma en consonancia con las exigencias de los estudiantes reformistas. Posteriormente apoyó la extensión de sus logros a otras universidades.
Fundó la Universidad Nacional del Litoral, y desde el principio ésta se rigió por las normas establecidas en la Reforma.
Tras el final de su gestión ministerial regresó a Jujuy, donde ocupó algunos cargos públicos. Falleció en Buenos Aires en 1933.